# DEL2 2024/25
Die Saison 2024/25 war die zwölfte Spielzeit der zweithöchsten deutschen Eishockeyliga unter dem Namen DEL2. Sie begann am 13. September 2024 und endete am 29. April 2025. Den Meistertitel sicherten sich die Dresdner Eislöwen durch einen Sieg im siebten Spiel der Finalserie gegen die Ravensburg Towerstars, der gleichbedeutend mit dem Aufstieg in die Deutsche Eishockey Liga war. Die Selber Wölfe mussten nach vier Jahren Ligazugehörigkeit in die Oberliga absteigen.

## Teilnehmer
Die Saison wird mit 14 Mannschaften ausgetragen. Da der letztjährige Meister, die Eisbären Regensburg, keine DEL-Lizenzbewerbung eingereicht hatten, mussten die Augsburger Panther als Letzter der DEL-Saison 2023/24 nicht in die zweite Liga absteigen. Daher änderte sich das Teilnehmerfeld der DEL2 nur durch den Abstieg der Bietigheim Steelers in die Oberliga Süd und den Aufstieg der Blue Devils Weiden aus derselben.
| Verein                  | Ort                  | Stadionname                 | Stadionkapazität |
| ----------------------- | -------------------- | --------------------------- | ---------------- |
| EC Bad Nauheim          | Bad Nauheim          | Colonel-Knight-Stadion      | 4.500            |
| Eispiraten Crimmitschau | Crimmitschau         | Kunsteisstadion im Sahnpark | 5.222            |
| Dresdner Eislöwen       | Dresden              | Joynext Arena               | 4.412            |
| EHC Freiburg            | Freiburg im Breisgau | Echte Helden Arena          | 3.500            |
| EC Kassel Huskies       | Kassel               | Nordhessen Arena            | 6.100            |
| ESV Kaufbeuren          | Kaufbeuren           | Energie Schwaben Arena      | 3.100            |
| Krefeld Pinguine        | Krefeld              | Yayla-Arena                 | 8.029            |
| EV Landshut             | Landshut             | Fanatec Arena               | 4.448            |
| Ravensburg Towerstars   | Ravensburg           | CHG-Arena                   | 3.418            |
| Eisbären Regensburg     | Regensburg           | Donau-Arena                 | 4.712            |
| Starbulls Rosenheim     | Rosenheim            | ROFA-Stadion                | 5.022            |
| Selber Wölfe            | Selb                 | Netzsch-Arena               | 3.600            |
| Blue Devils Weiden      | Weiden               | Hans-Schröpf-Arena          | 2.560            |
| Lausitzer Füchse        | Weißwasser           | Eisarena Weißwasser         | 3.050            |

## Modus
Die 14 Mannschaften spielten eine Hauptrunde mit doppelter Hin- und Rückrunde. Damit kam jede Mannschaft auf 52 Spiele. Die Hauptrunde endete am 2. März 2025.
Die ersten zehn Mannschaften der Hauptrunde qualifizierten sich für die Play-offs. Dabei qualifizierten sich die ersten sechs direkt für das Viertelfinale, die nächsten vier Mannschaften spielen in Pre-Play-offs im Modus Best-of-Three die restlichen beiden Viertelfinalisten aus. Die Play-offs werden im Modus Best-of-Seven ausgespielt. Der Meister steigt in die DEL auf, wenn er sich erfolgreich für eine Lizenz der DEL bewirbt. Die entsprechenden Unterlagen haben Kassel, Dresden, Rosenheim, Landshut und Krefeld eingereicht.
Die Mannschaften auf den Plätzen 11 bis 14 spielen in Play-downs einen Absteiger aus. Hierbei findet ein von der vergangenen Saison etwas geänderter Modus Anwendung, der den Punkteabstand zwischen den Teams nach der Hauptrunde einbezieht. Sollte der Punkteabstand zwischen 0 und 10 Punkte betragen, wird im Best-of-Seven-Modus gespielt, zwischen 11 und 20 Punkten Abstand reichen dem besserplatzierten Team drei Siege, das schlechterplatzierte Team hingegen benötigt vier Siege um die Serie zu gewinnen. Sollte allerdings der Punkteabstand mehr als 20 Punkte betragen, benötigt das besserplatzierte Team nur zwei Siege, das schlechterplatzierte Team hingegen benötigt weiterhin vier Siege zum Gewinn der Serie.

## Hauptrunde

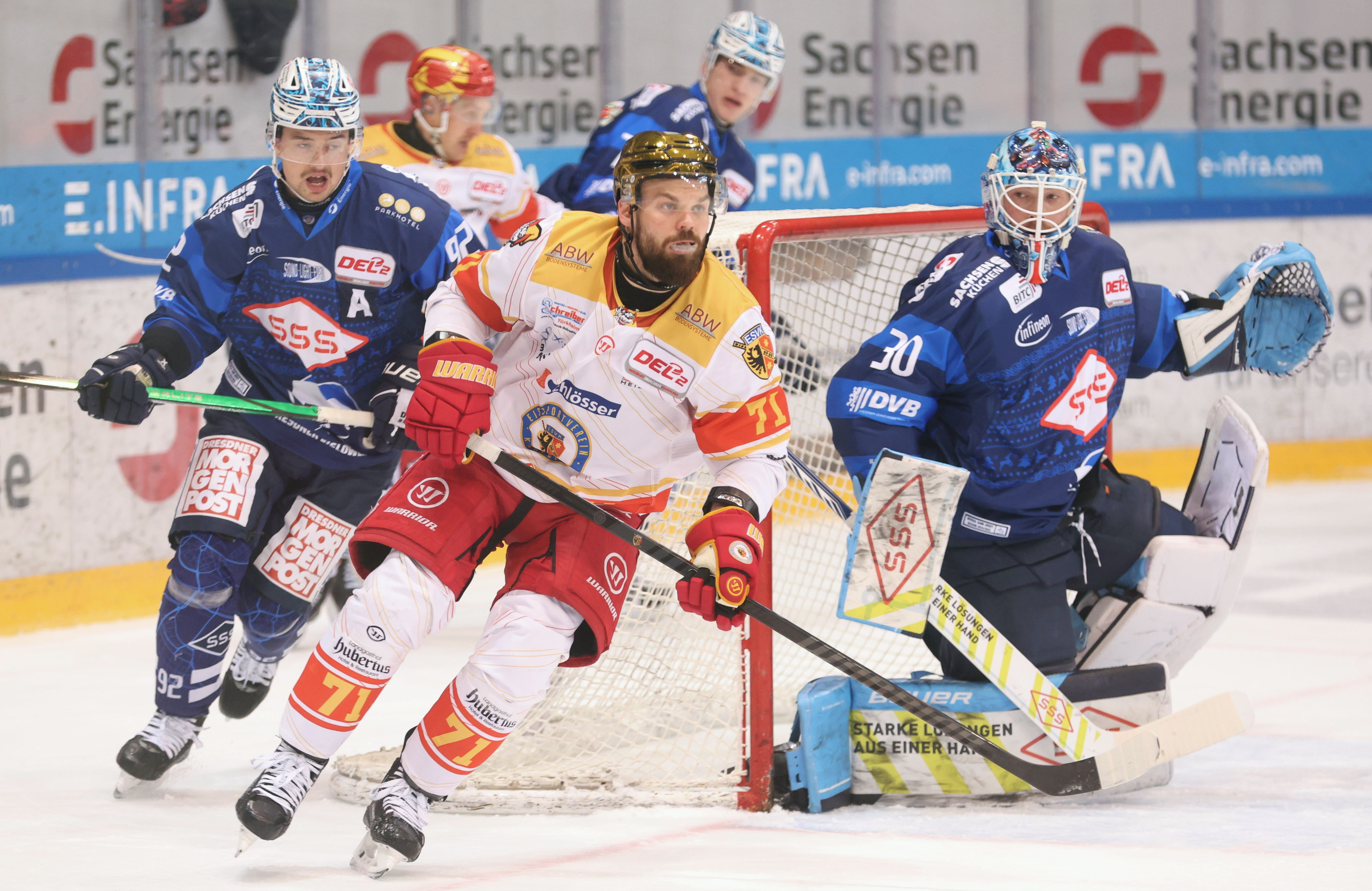
Spielszene Dresdner Eislöwen gegen ESV Kaufbeuren (Dez. 2024)

Die Hauptrunde begann am 13. September 2024 und wurde mit den Begegnungen des 52. Spieltags am 2. März 2025 abgeschlossen.

### Tabelle
Für einen Sieg nach der regulären Spielzeit wurden einer Mannschaft drei Punkte gutgeschrieben, war die Partie nach 60 Minuten unentschieden, erhielten beide Teams einen Punkt, dem Sieger der fünfminütigen Verlängerung (nur mit drei gegen drei Feldspielern) beziehungsweise nach einem nötigen Penaltyschießen wurde ein weiterer Punkt gutgeschrieben. Verlor eine Mannschaft in der regulären Spielzeit, erhielt sie keine Punkte.
| Pl. | Mannschaft              | Sp | S  | OTS | SOS | OTN | SON | N  | Tore    | Diff | Pkt |
| --- | ----------------------- | -- | -- | --- | --- | --- | --- | -- | ------- | ---- | --- |
| 1.  | EC Kassel Huskies       | 52 | 28 | 3   | 3   | 4   | 1   | 13 | 165:108 | 57   | 101 |
| 2.  | Krefeld Pinguine        | 52 | 25 | 8   | 3   | 2   | 0   | 14 | 186:129 | 57   | 99  |
| 3.  | Ravensburg Towerstars   | 52 | 26 | 3   | 4   | 5   | 1   | 13 | 180:143 | 37   | 98  |
| 4.  | Dresdner Eislöwen       | 52 | 25 | 2   | 4   | 6   | 4   | 11 | 163:136 | 27   | 97  |
| 5.  | Starbulls Rosenheim     | 52 | 23 | 4   | 3   | 5   | 2   | 15 | 158:132 | 26   | 90  |
| 6.  | EV Landshut             | 52 | 18 | 8   | 3   | 2   | 5   | 16 | 163:138 | 25   | 83  |
| 7.  | Blue Devils Weiden (N)  | 52 | 22 | 2   | 1   | 2   | 3   | 22 | 158:166 | −8   | 77  |
| 8.  | Lausitzer Füchse        | 52 | 22 | 2   | 1   | 3   | 1   | 23 | 135:153 | −18  | 76  |
| 9.  | EHC Freiburg            | 52 | 18 | 3   | 2   | 4   | 3   | 22 | 149:168 | −19  | 71  |
| 10. | EC Bad Nauheim          | 52 | 15 | 5   | 1   | 5   | 7   | 19 | 154:155 | −1   | 69  |
| 11. | ESV Kaufbeuren          | 52 | 18 | 3   | 1   | 2   | 1   | 27 | 152:195 | −43  | 65  |
| 12. | Eispiraten Crimmitschau | 52 | 14 | 4   | 2   | 6   | 1   | 25 | 131:170 | −39  | 61  |
| 13. | Eisbären Regensburg     | 52 | 13 | 2   | 3   | 5   | 2   | 27 | 131:181 | −50  | 56  |
| 14. | Selber Wölfe            | 52 | 9  | 5   | 3   | 3   | 3   | 29 | 133:184 | −51  | 49  |

Legende zur Saisonstatistik: GP oder Sp = Spiele insgesamt; W oder S = Siege; L oder N = Niederlagen; T oder U = Unentschieden; OTS = Siege nach Verlängerung (Overtime);  OTN oder OL = Overtime-Niederlagen; SOS = Shootout-Siege; SOL oder SON = Shootout-Niederlagen; P oder Pkt = Punkte; Pct % = Siege in %; GF oder T = Tore; GA oder GT = Gegentore;

Stand: 4. März 2024, nach dem 52. Spieltag

Erläuterungen: direkte Play-off-Qualifikation, Pre-Play-off-Teilnehmer, Play-down-Teilnehmer, N = Aufsteiger aus der Oberliga, A = Absteiger aus der DEL, Teams in Fett haben eine Bürgschaft für den Aufstieg in die DEL zur Saison 2025/26 hinterlegt.

### Beste Scorer

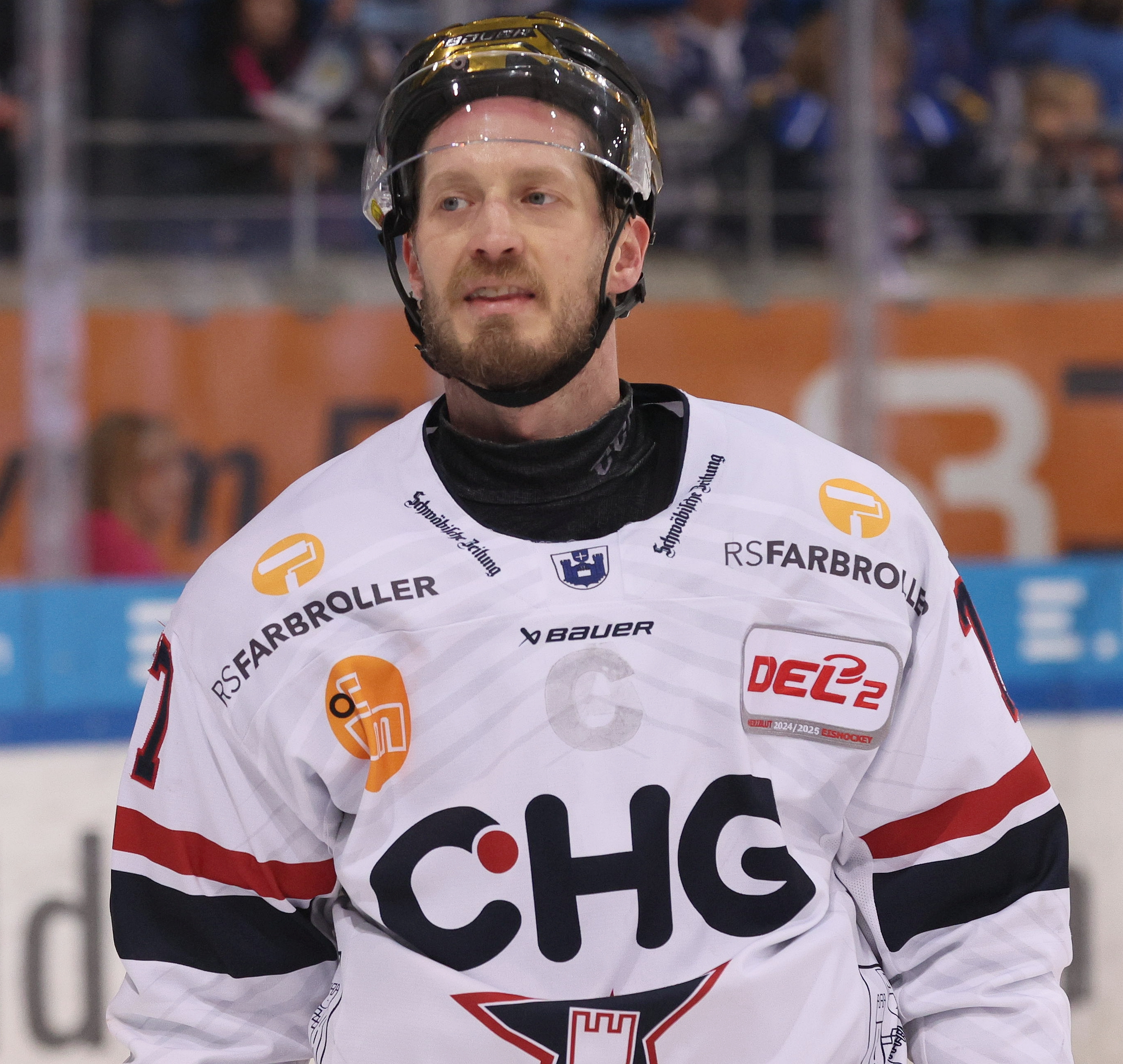
Robbie Czarnik wurde zweitbester Scorer der DEL2

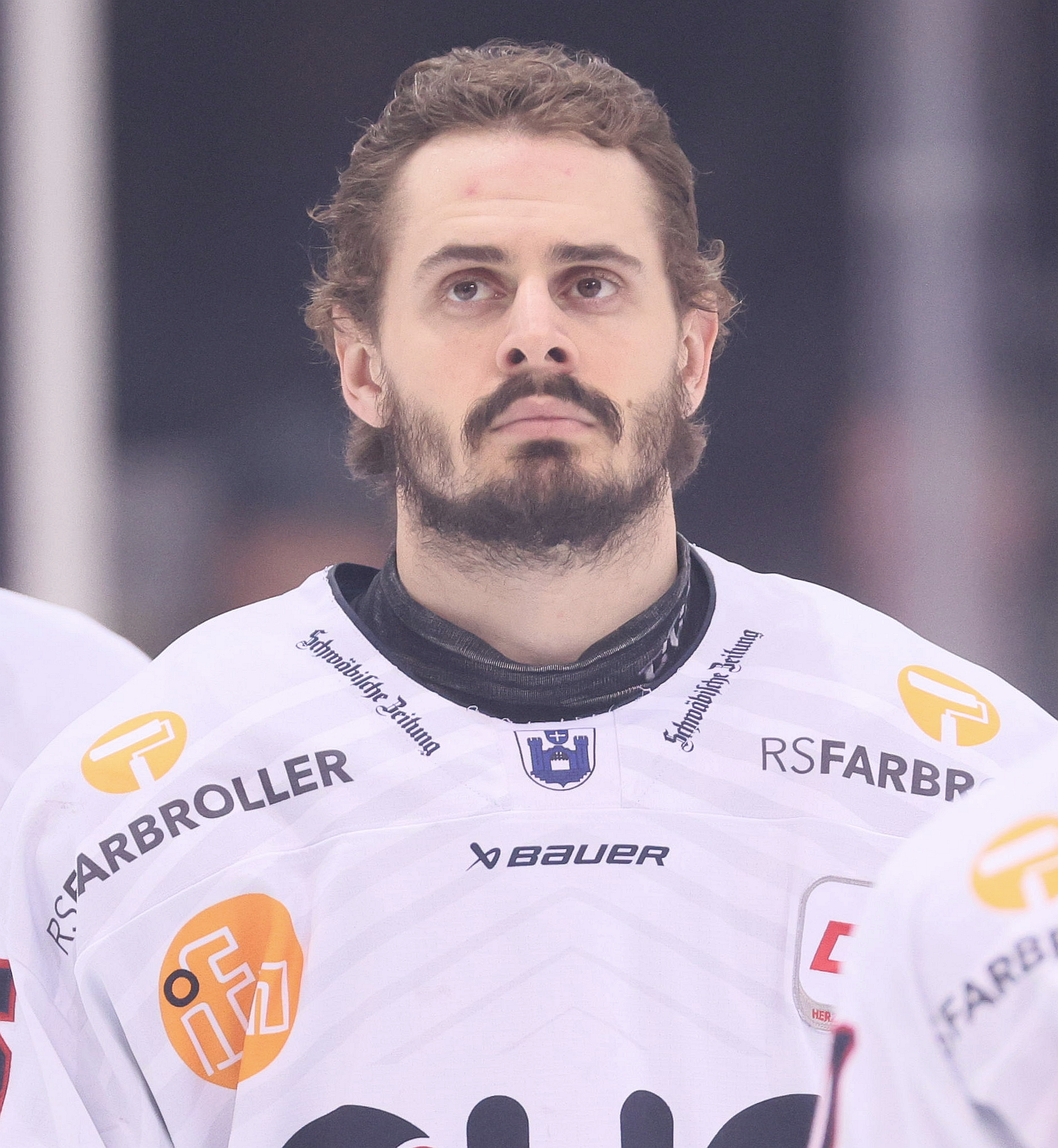
Mathew Santos wurde Topscorer der Playoffs

Quelle: DEL2; Abkürzungen: Sp = Spiele, T = Tore, V = Assists, Pkt = Punkte, +/− = Plus/Minus, SM = Strafminuten; Fett: Bestwert
| Spieler               | Mannschaft | Sp | T  | V  | Pkt | +/− | SM |
| --------------------- | ---------- | -- | -- | -- | --- | --- | -- |
| Max Newton            | Krefeld    | 50 | 24 | 45 | 69  | +31 | 55 |
| Robbie Czarnik        | Ravensburg | 47 | 28 | 36 | 64  | +18 | 28 |
| Mathew Santos         | Ravensburg | 48 | 29 | 34 | 63  | +31 | 35 |
| C. J. Stretch         | Rosenheim  | 52 | 13 | 46 | 59  | +15 | 48 |
| Tyler Ward            | Weiden     | 51 | 27 | 30 | 57  | +12 | 4  |
| Tomáš Rubeš           | Weiden     | 52 | 21 | 36 | 57  | +18 | 14 |
| Erik Jinesjö Karlsson | Ravensburg | 50 | 15 | 41 | 56  | +24 | 18 |
| Davis Vandane         | Krefeld    | 51 | 15 | 41 | 56  | +38 | 12 |
| Tor Immo              | Landshut   | 49 | 21 | 34 | 55  | +16 | 28 |
| Tristan Keck          | Kassel     | 52 | 38 | 16 | 54  | +19 | 8  |

### Beste Torhüter

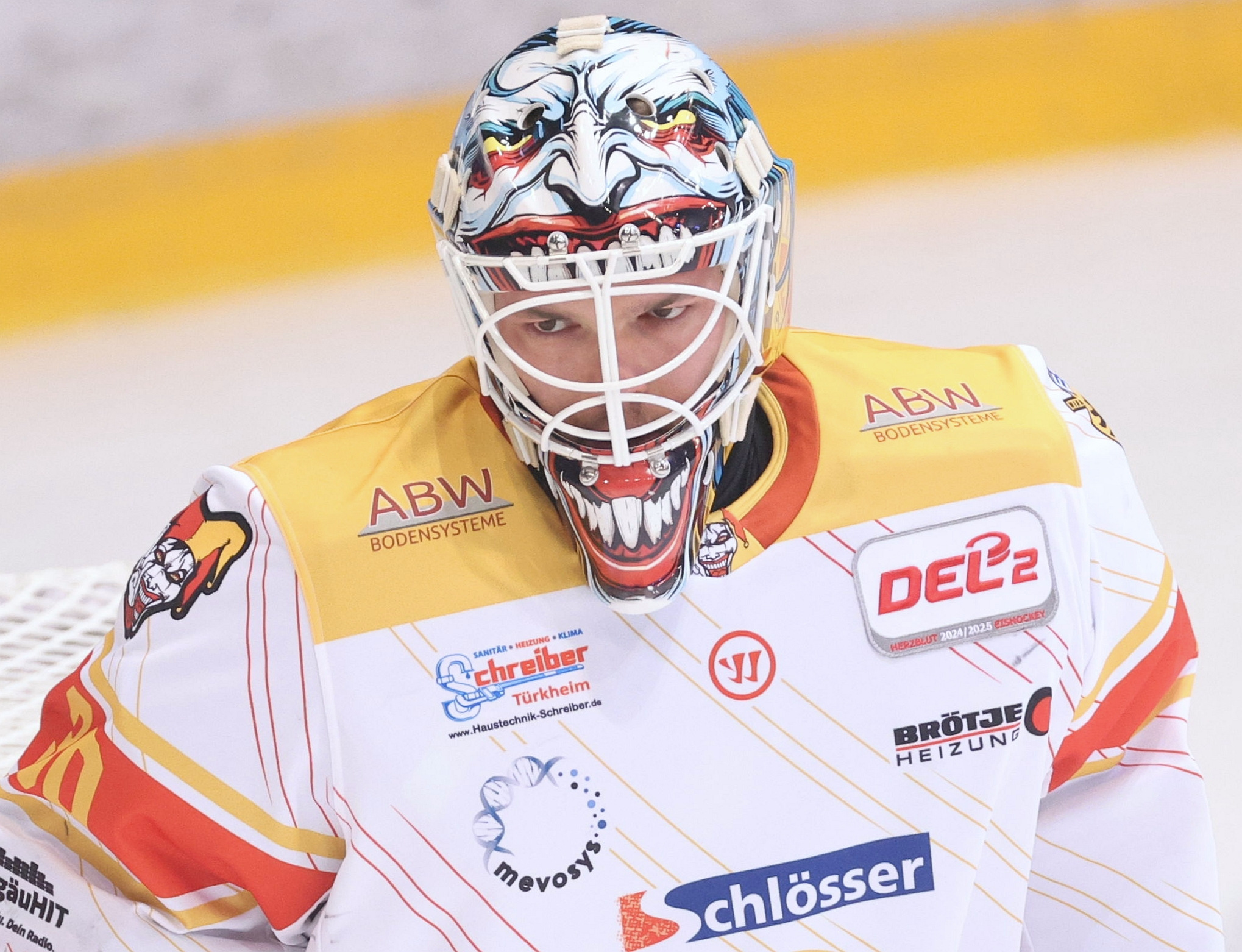
Daniel Fießinger hatte die meiste Eiszeit aller DEL2-Torhüter

Quelle: DEL2; Abkürzungen: Sp = Spiele, Min = Eiszeit (in Minuten), S= Siege, N = Niederlagen, GT = Gegentore, GTS = Gegentorschnitt, SaT = Schüsse aufs Tor, SVS = gehaltene Schüsse, Sv% = gehaltene Schüsse (in %), SO = Shutouts; Fett: Bestwert
| Spieler              | Mannschaft  | Sp | Min     | S  | N  | GT  | GTS  | SaT  | SVS  | Sv%   | SO |
| -------------------- | ----------- | -- | ------- | -- | -- | --- | ---- | ---- | ---- | ----- | -- |
| Brandon Maxwell      | Kassel      | 33 | 1971:26 | 21 | 12 | 68  | 2,07 | 878  | 810  | 92,26 | 5  |
| Oskar Autio          | Rosenheim   | 40 | 2423:33 | 25 | 14 | 87  | 2,15 | 1259 | 1172 | 93,09 | 6  |
| Danny aus den Birken | Dresden     | 28 | 1698:39 | 17 | 11 | 63  | 2,23 | 762  | 699  | 91,73 | 2  |
| Felix Bick           | Krefeld     | 45 | 2717:23 | 32 | 12 | 105 | 2,32 | 1286 | 1181 | 91,84 | 3  |
| Jonas Langmann       | Landshut    | 39 | 2235:58 | 22 | 16 | 93  | 2,50 | 1005 | 912  | 90,75 | 2  |
| Ilya Sharipov        | Ravensburg  | 40 | 2400:58 | 27 | 13 | 103 | 2,57 | 1110 | 1007 | 90,72 | 4  |
| Jerry Kuhn           | Bad Nauheim | 45 | 2689:49 | 19 | 23 | 116 | 2,59 | 1487 | 1371 | 92,20 | 3  |
| Janick Schwendener   | Dresden     | 24 | 1407:31 | 14 | 10 | 62  | 2,64 | 672  | 610  | 90,77 | 1  |
| Kevin Carr           | Selb        | 38 | 2255:08 | 13 | 24 | 112 | 2,98 | 1378 | 1266 | 91,87 | 1  |
| Daniel Fießinger     | Kaufbeuren  | 48 | 2854:38 | 21 | 27 | 162 | 3,40 | 1651 | 1489 | 90,19 | 2  |

## Playoffs

### Modus
In den Pre-Playoffs spielten die Mannschaften auf den Plätzen 7 bis 10 der Hauptrunde in zwei Best-of-Three-Serien vom 5. bis 9. März 2025 zwei Teilnehmer an den Play-offs aus. Die ersten sechs Platzierten der Hauptrunde und die beiden Gewinner der Pre-Playoffs spielen vom 12. März bis 29. April 2025 in drei Runden im Modus Best-of-Seven den Sieger aus. Dieser ist aufstiegsberechtigt in die DEL, sofern die notwendigen Voraussetzungen vorliegen.
Enden Spiele nach der regulären Spielzeit unentschieden, erfolgt eine Verlängerung von 20 Minuten, jedoch nur so lange, bis ein Tor erzielt wurde. Die das Tor erzielende Mannschaft ist mit dem entsprechenden Ergebnis der Sieger. Die 20-minütigen Verlängerungen werden, jeweils mit neuer Eisbereitung und 15-minütiger Pause, solange wiederholt, bis das entscheidende Tor fällt.

### Playoff-Baum
In jeder Runde tritt der verbleibende Beste der Hauptrunde gegen den verbleibenden Schlechtplatziertesten der Hauptrunde und der verbleibende Zweitbeste gegen den verbleibenden Zweitschlechtesten der Hauptrunde (usw.) an.
| Pre-Playoffs                                                  | Pre-Playoffs                                                  | Pre-Playoffs                                                  |                                                               | Viertelfinale                                                 | Viertelfinale                                                 | Viertelfinale                                                 |                                                               | Halbfinale                                                    | Halbfinale                                                    | Halbfinale                                                    |   |                       | Finale            | Finale | Finale |
|                                                               |                                                               |                                                               |                                                               |                                                               |                                                               |                                                               |                                                               |                                                               |                                                               |                                                               |   |                       |                   |        |        |
|                                                               |                                                               |                                                               |                                                               | 1                                                             | Kassel Huskies                                                | 4                                                             |                                                               |                                                               |                                                               |                                                               |   |                       |                   |        |        |
| 9                                                             | EHC Freiburg                                                  | 0                                                             |                                                               |                                                               |                                                               |                                                               |                                                               |                                                               |                                                               |                                                               |   |                       |                   |        |        |
| 7                                                             | Blue Devils Weiden                                            | 2                                                             |                                                               |                                                               |                                                               | 2                                                             | Krefeld Pinguine                                              | 2                                                             |                                                               |                                                               |   |                       |                   |        |        |
| 10                                                            | EC Bad Nauheim                                                | 1                                                             | 3                                                             | Ravensburg Towerstars                                         | 4                                                             |                                                               |                                                               |                                                               |                                                               |                                                               |   |                       |                   |        |        |
|                                                               |                                                               |                                                               | 2                                                             | Krefeld Pinguine                                              | 4                                                             |                                                               |                                                               |                                                               |                                                               |                                                               |   |                       |                   |        |        |
| 7                                                             | Blue Devils Weiden                                            | 2                                                             |                                                               |                                                               |                                                               |                                                               |                                                               |                                                               |                                                               |                                                               |   |                       |                   |        |        |
| (Die Teams werden nach den ersten beiden Runden neu gesetzt.) | (Die Teams werden nach den ersten beiden Runden neu gesetzt.) | (Die Teams werden nach den ersten beiden Runden neu gesetzt.) | (Die Teams werden nach den ersten beiden Runden neu gesetzt.) | (Die Teams werden nach den ersten beiden Runden neu gesetzt.) | (Die Teams werden nach den ersten beiden Runden neu gesetzt.) | (Die Teams werden nach den ersten beiden Runden neu gesetzt.) | (Die Teams werden nach den ersten beiden Runden neu gesetzt.) | (Die Teams werden nach den ersten beiden Runden neu gesetzt.) | (Die Teams werden nach den ersten beiden Runden neu gesetzt.) | (Die Teams werden nach den ersten beiden Runden neu gesetzt.) | 3 | Ravensburg Towerstars | 3                 |        |        |
| (Die Teams werden nach den ersten beiden Runden neu gesetzt.) | (Die Teams werden nach den ersten beiden Runden neu gesetzt.) | (Die Teams werden nach den ersten beiden Runden neu gesetzt.) | (Die Teams werden nach den ersten beiden Runden neu gesetzt.) | (Die Teams werden nach den ersten beiden Runden neu gesetzt.) | (Die Teams werden nach den ersten beiden Runden neu gesetzt.) | (Die Teams werden nach den ersten beiden Runden neu gesetzt.) | (Die Teams werden nach den ersten beiden Runden neu gesetzt.) | (Die Teams werden nach den ersten beiden Runden neu gesetzt.) | (Die Teams werden nach den ersten beiden Runden neu gesetzt.) | (Die Teams werden nach den ersten beiden Runden neu gesetzt.) |   | 4                     | Dresdner Eislöwen | 4      |        |
|                                                               |                                                               |                                                               |                                                               | 3                                                             | Ravensburg Towerstars                                         | 4                                                             |                                                               |                                                               |                                                               |                                                               |   |                       |                   |        |        |
| 6                                                             | EV Landshut                                                   | 2                                                             |                                                               |                                                               |                                                               |                                                               |                                                               |                                                               |                                                               |                                                               |   |                       |                   |        |        |
| 8                                                             | Lausitzer Füchse                                              | 0                                                             |                                                               |                                                               |                                                               | 1                                                             | Kassel Huskies                                                | 2                                                             |                                                               |                                                               |   |                       |                   |        |        |
| 9                                                             | EHC Freiburg                                                  | 2                                                             | 4                                                             | Dresdner Eislöwen                                             | 4                                                             |                                                               |                                                               |                                                               |                                                               |                                                               |   |                       |                   |        |        |
|                                                               |                                                               |                                                               | 4                                                             | Dresdner Eislöwen                                             | 4                                                             |                                                               |                                                               |                                                               |                                                               |                                                               |   |                       |                   |        |        |
| 5                                                             | Starbulls Rosenheim                                           | 1                                                             |                                                               |                                                               |                                                               |                                                               |                                                               |                                                               |                                                               |                                                               |   |                       |                   |        |        |

### Pre-Playoffs
Die Spiele der Best-of-Three-Serie fanden am 5., 7. und 9. März 2025 statt.
|                                     | Serie | 1         | 2         | 3   |
| ----------------------------------- | ----- | --------- | --------- | --- |
| Blue Devils Weiden – EC Bad Nauheim | 2:1   | 6:5 n. V. | 2:3 n. V. | 3:2 |
| Lausitzer Füchse – EHC Freiburg     | 0:2   | 3:5       | 2:3       | –   |

### Viertelfinale
Die Playoff-Viertelfinalspiele wurden im Best-of-Seven-Modus ausgetragen. Die Spiele fanden am 12., 14., 16., 18., 21. und 23. März 2025 statt.
|                                         | Serie | 1   | 2   | 3         | 4         | 5   | 6         | 7 |
| --------------------------------------- | ----- | --- | --- | --------- | --------- | --- | --------- | - |
| Kassel Huskies – EHC Freiburg           | 4:0   | 2:1 | 3:1 | 3:1       | 3:1       | –   | –         | – |
| Krefeld Pinguine – Blue Devils Weiden   | 4:2   | 1:5 | 3:2 | 7:1       | 2:4       | 6:3 | 5:4 n. V. | – |
| Ravensburg Towerstars – EV Landshut     | 4:2   | 2:4 | 4:5 | 4:3 n. V. | 3:2 n. V. | 6:2 | 4:2       | – |
| Dresdner Eislöwen – Starbulls Rosenheim | 4:1   | 3:1 | 2:0 | 4:1       | 1:2 n. V. | 5:1 | –         | – |

### Halbfinale
Die Playoff-Halbfinalspiele wurden im Best-of-Seven-Modus ausgetragen. Als Sieger der Hauptrunde trafen die Kassel Huskies auf die Dresdner Eislöwen, das am niedrigsten gesetzte Team aus den Pre-Playoffs, die in der Hauptrunde zweitplatzierten Krefeld Pinguine trafen mit den Ravensburg Towerstars auf das höher gesetzte Team. Die Spiele fanden am 28., 30. März, 4., 6. und 11. April 2025 statt. Ein siebtes Spiel erübrigte sich bei beiden Partien.
|                                          | Serie | 1   | 2         | 3         | 4         | 5   | 6         | 7 |
| ---------------------------------------- | ----- | --- | --------- | --------- | --------- | --- | --------- | - |
| Kassel Huskies – Dresdner Eislöwen       | 2:4   | 0:1 | 4:3 n. V. | 1:2 n. V. | 3:4       | 4:3 | 0:4       | – |
| Krefeld Pinguine – Ravensburg Towerstars | 2:4   | 5:1 | 5:6 n. V. | 8:1       | 2:3 n. V. | 3:5 | 2:3 n. V. | – |

### Finale
Die Finalspiele wurden im Best-of-Seven-Modus ausgetragen und fanden am 17., 19., 21., 23., 25., 27. und 29. April 2025 statt.
| 17. April 2025 20:00 Uhr (Ortszeit) | Ravensburg Towerstars Robbie Czarnik (2:09) Robbie Czarnik (26:02) Fabian Dietz (49:24) Mathew Santos (59:01) | 4:2 (1:0, 1:1, 2:1) Spielbericht Stand: 1:0 | Dresdner Eislöwen Nicolas Schindler (31:21) Sebastian Gorčík (54:53) | CHG Arena, Ravensburg Zuschauer: 3.418 |

| 19. April 2025 16:00 Uhr | Dresdner Eislöwen Simon Karlsson (3:33) Niklas Postel (25:34) Dane Fox (26:37) Sebastian Gorčík (34:56) Tomáš Sýkora (36:27) | 5:1 (1:1, 4:0, 0:0) Spielbericht Stand: 1:1 | Ravensburg Towerstars Fabian Dietz (16:02) | Joynext Arena, Dresden Zuschauer: 4.412 |

| 21. April 2025 18:30 Uhr | Ravensburg Towerstars Luca Hauf (9:00) Robbie Czarnik (26:04) | 2:5 (1:0, 1:0, 0:5) Spielbericht Stand: 1:2 | Dresdner Eislöwen Sebastian Gorčík (41:59) Andrew Yogan (48:52) Travis Turnbull (51:54) Dane Fox (59:05) Drew LeBlanc (59:27) | CHG Arena, Ravensburg Zuschauer: 3.418 |

| 23. April 2025 19:30 Uhr | Dresdner Eislöwen David Suvanto (23:52) Sebastian Gorčík (24:38) Sebastian Gorčík (53:10) Niklas Postel (57:08) | 4:0 (0:0, 2:0, 2:0) Spielbericht Stand: 3:1 | Ravensburg Towerstars | Joynext Arena, Dresden Zuschauer: 4.412 |

| 25. April 2025 20:00 Uhr | Ravensburg Towerstars Fabio Sarto (8:58) Adam Payerl (20:56) Maximilian Hadraschek (21:07) Mathew Santos (22:52) Robbie Czarnik (31:25) Adam Payerl (43:57) Mathew Santos (56:33) | 7:4 (1:0, 4:3, 2:1) Spielbericht Stand: 2:3 | Dresdner Eislöwen Simon Karlsson (24:59) Sebastian Gorčík (33:44) Tomáš Sýkora (34:12) Andrew Yogan (51:54) | CHG Arena, Ravensburg Zuschauer: 3.418 |

| 27. April 2025 17:00 Uhr | Dresdner Eislöwen Dane Fox (1:38) Travis Turnbull (13:06) | 2:4 (2:1, 0:1, 0:2) Spielbericht Stand: 3:3 | Ravensburg Towerstars Mathew Santos (7:45) Mathew Santos (30:30) Erik Jinesjö Karlsson (50:43) Louis Latta (59:46) | Joynext Arena, Dresden Zuschauer: 4.412 |

| 29. April 2025 20:00 Uhr | Ravensburg Towerstars Robbie Czarnik (55:28) | 1:2 n. V. (0:0, 0:1, 1:0) Spielbericht Stand: 3:4 | Dresdner Eislöwen Bruno Riedl (21:55) Tomáš Sýkora (66:03) | CHG Arena, Ravensburg Zuschauer: 3.418 |

### Beste Scorer
Quelle: DEL2; Abkürzungen: Sp = Spiele, T = Tore, V = Assists, Pkt = Punkte, +/− = Plus/Minus, SM = Strafminuten; Fett: Bestwert
| Spieler               | Mannschaft | Sp | T  | V  | Pkt | +/− | SM |
| --------------------- | ---------- | -- | -- | -- | --- | --- | -- |
| Mathew Santos         | Ravensburg | 19 | 12 | 16 | 28  | +11 | 34 |
| Robbie Czarnik        | Ravensburg | 19 | 14 | 12 | 26  | +8  | 14 |
| Erik Jinesjö Karlsson | Ravensburg | 16 | 9  | 11 | 20  | +11 | 4  |
| Andrew Yogan          | Dresden    | 17 | 7  | 12 | 19  | −2  | 10 |
| Yūshirō Hirano        | Krefeld    | 11 | 8  | 9  | 17  | +3  | 11 |
| Dane Fox              | Dresden    | 18 | 8  | 9  | 17  | +4  | 38 |
| Marcel Müller         | Krefeld    | 12 | 7  | 9  | 16  | ±0  | 4  |
| Lucas Lessio          | Krefeld    | 12 | 6  | 9  | 15  | +8  | 21 |
| Travis Turnbull       | Dresden    | 17 | 7  | 8  | 15  | ±0  | 16 |
| Max Newton            | Krefeld    | 12 | 4  | 10 | 14  | +5  | 10 |

### Beste Torhüter
Quelle: DEL2; Abkürzungen: Sp = Spiele, Min = Eiszeit (in Minuten), GT = Gegentore, SO = Shutouts, Sv% = gehaltene Schüsse (in %), GTS = Gegentorschnitt; Fett: Bestwert
| Spieler              | Mannschaft | Sp | Min     | S  | N | GT | GTS  | SaT | SVS | Sv%   | SO |
| -------------------- | ---------- | -- | ------- | -- | - | -- | ---- | --- | --- | ----- | -- |
| Danny aus den Birken | Dresden    | 18 | 1122:42 | 12 | 6 | 34 | 1,82 | 542 | 508 | 93,73 | 4  |
| Philipp Maurer       | Kassel     | 5  | 303:34  | 4  | 1 | 10 | 1,98 | 144 | 134 | 93,06 | 0  |
| Christopher Gibson   | Kassel     | 5  | 316:04  | 2  | 3 | 11 | 2,09 | 143 | 132 | 92,31 | 0  |
| Oskar Autio          | Rosenheim  | 5  | 313:55  | 1  | 4 | 13 | 2,48 | 187 | 174 | 93,05 | 0  |
| Felix Bick           | Krefeld    | 12 | 730:22  | 6  | 6 | 36 | 2,96 | 362 | 326 | 90,06 | 0  |
| Ilya Sharipov        | Ravensburg | 18 | 1079:24 | 11 | 7 | 55 | 3,06 | 576 | 521 | 90,45 | 0  |

## Playdowns
In den Playdowns spielten die vier letztplatzierten Mannschaften der Hauptrunde in insgesamt zwei Serien im Modus Best-of-seven den Absteiger in die Oberliga aus.
|  | Erste Runde | Erste Runde             | Erste Runde |  |  | Zweite Runde | Zweite Runde        | Zweite Runde |
|  |             |                         |             |  |  |              |                     |              |
|  |             |                         |             |  |  |              |                     |              |
|  | 12          | Eispiraten Crimmitschau | 4           |  |  |              |                     |              |
|  | 13          | Eisbären Regensburg     | 3           |  |  |              |                     |              |
|  |             |                         |             |  |  | 13           | Eisbären Regensburg | 4            |
|  |             |                         |             |  |  | 14           | Selber Wölfe        | 0            |
|  | 11          | ESV Kaufbeuren          | 4           |  |  |              |                     |              |
|  | 14          | Selber Wölfe            | 3           |  |  |              |                     |              |
|  |             |                         |             |  |  |              |                     |              |

### Erste Runde
Die Spiele fanden am 7., 9., 14., 16., 18., 21. und 23. März statt. Weil der ESV Kaufbeuren in der Hauptrunde mehr als zehn Punkte vor den Selber Wölfen lag (65:49), benötigte er laut einer neuen Regel nur drei Siege anstelle der vier Siege einer Best-of-Seven-Serie und ging somit mit einem 1:0-Vorsprung in selbige.
|                                               | Serie | 1         | 2   | 3   | 4   | 5   | 6   | 7   |
| --------------------------------------------- | ----- | --------- | --- | --- | --- | --- | --- | --- |
| Eispiraten Crimmitschau – Eisbären Regensburg | 4:3   | 3:2 n. V. | 2:5 | 1:4 | 5:3 | 4:1 | 1:2 | 4:0 |
| ESV Kaufbeuren – Selber Wölfe                 | 4:3   | 7:2       | 3:4 | 1:2 | 0:1 | 6:2 | 4:2 | ×   |

### Zweite Runde
Die Spiele der letzten Runde der Playdowns fanden am 28. und 30. März sowie am 4. und 6. April statt. Weitere Termine am 8., 11. und 13. April wurden nicht benötigt. Beide Mannschaften benötigten vier Siege, um die Serie für sich zu entscheiden. Als Verlierer stiegen die Selber Wölfe in die Oberliga ab.
|                                    | Serie | 1   | 2         | 3   | 4   | 5 | 6 | 7 |
| ---------------------------------- | ----- | --- | --------- | --- | --- | - | - | - |
| Eisbären Regensburg – Selber Wölfe | 4:0   | 2:1 | 4:3 n. V. | 2:1 | 4:3 | – | – | – |

## Auszeichnungen

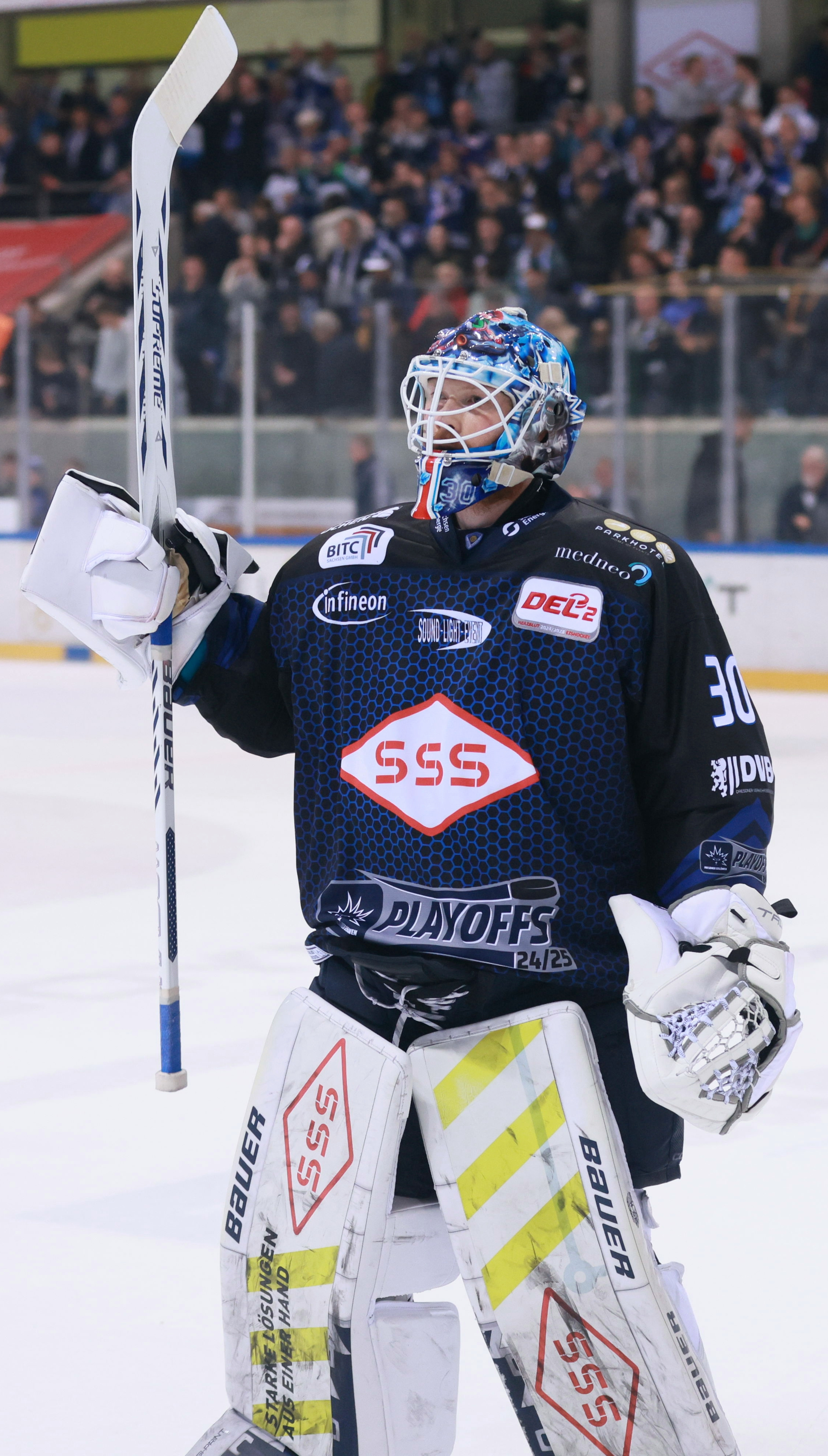
Playoff-MVP Danny aus den Birken (April 2025)

- Rookie des Jahres: Philipp Dietl (EV Landshut)[13]
- U21-Förderspieler des Jahres: Elias Pul (Blue Devils Weiden)
- Torhüter des Jahres: Oskar Autio (Starbulls Rosenheim)
- Verteidiger des Jahres: Davis Vandane (Krefeld Pinguine)
- Stürmer des Jahres: Robbie Czarnik (Ravensburg Towerstars)
- Trainer des Jahres: Sebastian Buchwieser (Blue Devils Weiden)
- Spieler des Jahres: Oskar Autio (Starbulls Rosenheim)
- Playoff-MVP: Danny aus den Birken (Dresdner Eislöwen)[14]